# 木次乳業
木次乳業有限会社（きすきにゅうぎょう、英: KISUKI NYUGYO Corporation）は、1962年に設立された乳製品の製造・加工・販売や酪農などをしている島根県雲南市の乳製品メーカーである。

## 概要
農作物を作るかたわら「自立した農業」をしたいと考え酪農を始めたのがきっかけで木次牛乳の名で販売を始めた。
昔から牛乳を飲んできたヨーロッパでは、パスチャライズ牛乳が主流で、それを目指して本格的なパスチャライズ牛乳の開発を始めて日本初のパスチャライズ牛乳を昭和53年販売した。
パスチャライズ牛乳は地元の学校給食に出されている。
牛乳パックには「広告欄」として、「乳児には母乳を。乳児には母乳こそが最高の食べ物」というメッセージが書かれている。

## 商品

### 牛乳・乳清コーヒー
- パスチャライズ牛乳
- パスチャライズ・ノンホモ牛乳
- ブラウンスイス牛乳
- 乳清コーヒー

### ノンホモ牛乳
- 山のおちち牛乳

### ヨーグルト
- すこやかプレーンヨーグルト
- きすきヨーグルト
- スタードヨーグルト（のむヨーグルト）

### チーズ
- ナチュラルチーズ
- プロボローネチーズ
- ナチュラルスナッカー
- ゴーダチーズ
- イズモ・ラ・ルージュ
- カマンベールチーズ

### アイスクリーム
- マリアージュ

### 季節限定品
- 牧場のプリン（10月 - 5月）
- 奥出雲・仁多のかきもち（1月中旬 - 4月）
- 奥出雲・仁多の鏡餅

### その他
- ぶどうのジュース（奥出雲葡萄園）
- 有精卵　玉子スープ（コロコロの舎）
- 有精卵　卵油
- 平地飼有精卵
- 奥出雲・仁多の杵つきもち

## 関連会社
- 室山農園
- 風土プラン
- 奥出雲葡萄園
- 木次町酪農生産組合
- コロコロの舎
- 日登牧場